# 몽페자 백작 펠릭스
몽페자 백작 펠릭스(덴마크어: Felix, Count of Monpezat, 2002년 7월 22일 ~ )는 덴마크 왕자 요아킴의 첫 번째 아내 프레데릭스보르 여백작 알렉산드라와의 사이에 태어난 차남이다. 마르그레테 2세 여왕의 손자이다. 현재 몽페자 백작 펠릭스는 덴마크 왕위 계승서열 7위에 있다.